# スピカ (Plastic Treeの曲)
「スピカ」は、日本のバンドPlastic Treeの23枚目のシングルである。2007年1月24日発売。発売元はユニバーサルミュージック。

## 概要
- PV監督は本田義信。

## 収録曲
1. スピカ(5:09)
作詞・作曲：有村竜太朗、編曲：Plastic Tree・増渕東・北浦正尚
2. ロム(4:34)
作曲：有村竜太朗、作曲：ナカヤマアキラ、編曲：増渕東・北浦正尚
3. スピカ〜Instrumental〜(5:09)
4. ロム〜Instrumental〜(4:34)

## 収録アルバム
オリジナル
- 『ネガとポジ』（#1、ネガとポジ版）

ベスト
- 『B面画報』（#2）
- 『ゲシュタルト崩壊』（#1）

## タイアップ
- TBS系『徳光和夫の感動再会"逢いたい"』エンディングテーマ（#1）